# Yogi l'ours (série télévisée d'animation)
Pour la série d'animation de 1988, voir Yogi (série télévisée d'animation). Pour le personnage de fiction, voir Yogi l'ours. Pour les articles homonymes, voir Yogi (homonymie).
Yogi l'ours ou Yogi et ses amis au Québec (The Yogi Bear Show) est une série télévisée d'animation américaine en 33 épisodes de 22 minutes, créée et produite par les studios Hanna-Barbera et diffusée en syndication entre le 30 janvier 1961 et le 6 janvier 1962. 
Aux États-Unis, l'émission était composée de trois segments de 7 minutes chacun : Yogi l'ours (Yogi Bear), Alcibiade (Snagglepuss) et Yakky Doodle.
Yogi était précédemment apparu dans 35 segments de l'émission  Roquet Belles-Oreilles (1958-1960) avant, devant le succès rencontré, de bénéficier de sa propre série.
Au Québec, une émission appelée Yogi d'une durée de 30 minutes a été diffusée à partir du 6 septembre 1968 sur  Radio-Canada Télévision, puis réassemblée au début des années 1970 avec Popotame. Elle a été rediffusée par la suite sur le réseau TVA, puis sur Prise 2 et Télétoon Rétro. 
En France, la série a été diffusée à partir de 1969 sur l'ORTF, puis rediffusée sur Antenne 2 dans l’émission Récré A2, en 1995 sur France 2, puis sur Cartoon Network.

## Synopsis

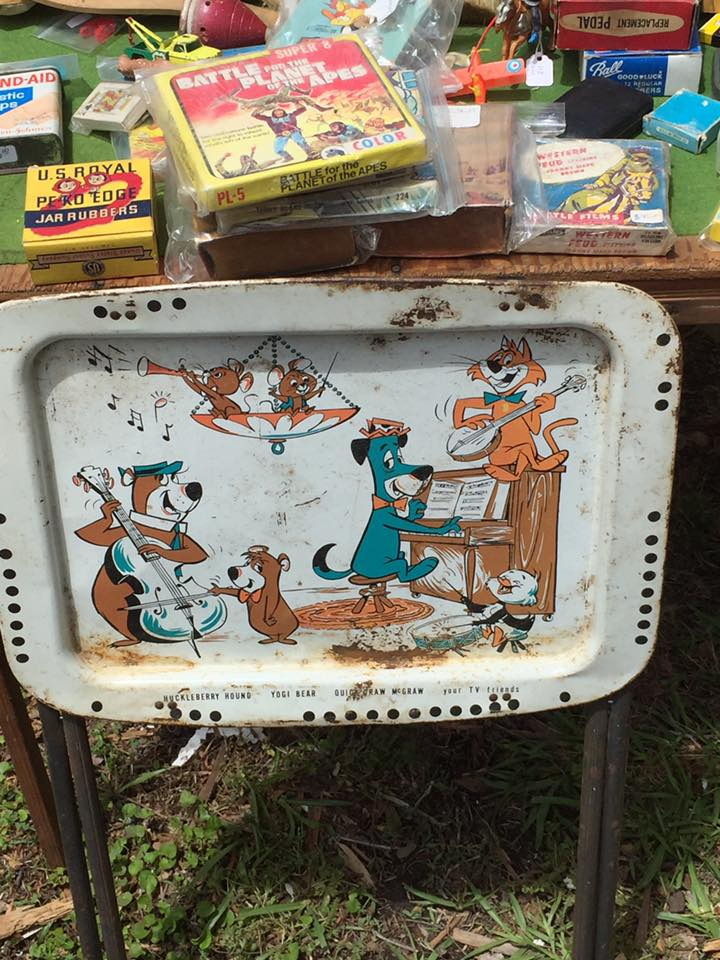
Plateau illustré avec des personnages de Hanna-Barbera dont Yogi à gauche, jouant de la contrebasse, et Boubou tenant l'archet.

La vie de l’ours Yogi est assez simple : il recherche de la nourriture ! Résidant dans le parc Jellystone, sous couvert du gouvernement, notre héros est grand amateur de sandwichs et autres gâteaux au chocolat, ce qui est peu conventionnel.
Le petit monde de Yogi s’étend à Boubou, qui est un peu une miniature de notre héros et sa bonne conscience (mais qui l’aide souvent à dérober les provisions des visiteurs du parc), à M. Smith, qui a la garde du Parc et à Cindy Bear, sa petite amie.

## Distribution

### Voix originales
- Daws Butler] : Yogi Bear (Yogi l'ours en VF)
- Don Messick : Boo-Boo Bear (Boubou en VF) / Ranger Smith
- Julie Bennett : Cindy Bear

## Voix françaises
- Jean Stout puis Roger Carel : Yogi
- Guy Piérauld puis Henry Djanik : Boubou (en)
- Henry Djanik puis Francis Lax : Mr. Smith

## Épisodes

### DansRoquet Belles-Oreilles(1958-1960)
1. Titre français inconnu (Yogi Bear’s Big Break)
2. Titre français inconnu (Slumber Party Smarty)
3. Titre français inconnu (Pie-Pirates)
4. Titre français inconnu (Big Bad Bully)
5. Titre français inconnu (Foxy Hound Dog)
6. Titre français inconnu (Big Brave Bear)
7. Titre français inconnu (Tally Ho Ho Ho)
8. Titre français inconnu (High Fly Guy)
9. Titre français inconnu (Baffled Bear)
10. Titre français inconnu (The Brave Little Brave)
11. Titre français inconnu (The Stout Trout)
12. Titre français inconnu (The Buzzin’ Bear)
13. Titre français inconnu (The Runaway Bear)
14. Titre français inconnu (Be My Guest Pest)
15. Sauveur de canards (Duck in Luck)
16. Titre français inconnu (Bear on a Picnic)
17. Titre français inconnu (Prize Fight Fright)
18. Titre français inconnu (Brainy Bear)
19. Titre français inconnu (Robin Hood Yogi)
20. Titre français inconnu (Daffy Daddy)
21. Titre français inconnu (Scooter Looter)
22. Titre français inconnu (Hide and Go Peek)
23. Titre français inconnu (Show Biz Bear)
24. Titre français inconnu (Lullabye-Bye Bear)
25. Titre français inconnu (Bear Face Bear)
26. Titre français inconnu (Papa Yogi)
27. Titre français inconnu (Stranger Ranger)
28. Titre français inconnu (Rah Rah Bear)
29. Titre français inconnu (Bear for Punishment)
30. Titre français inconnu (Nowhere Bear)
31. Titre français inconnu (Wound-up Bear)
32. Titre français inconnu (Bewitched Bear)
33. Titre français inconnu (Hoodwinked Bear)
34. Titre français inconnu (Snow White Bear)
35. Titre français inconnu (Space Bear)

### DansYogi l'ours

#### Première saison (1961)
Note : Le premier titre correspond au segment Yogi, le deuxième Alcibiade et le troisième Yakky Doodle.
1. Titre français inconnu (Oinks and Boinks / Major Operation / Out of Luck Duck)
2. Titre français inconnu (Booby Trapped Bear / Feud for Thought / Hop, Duck and Listen)
3. Titre français inconnu (Gleesome Threesome / Live and Lion / Dog Flight)
4. Titre français inconnu (A Bear Pair / Fraidy Cat Lion / Easter Duck)
5. Titre français inconnu (Spy Guy / Royal Ruckus / Foxy Duck)
6. Titre français inconnu (Do or Diet / The Roaring Lion / Railroaded Duck)
7. Titre français inconnu (Bears and Bees / Paws for Applause / Duck Hunting)
8. Titre français inconnu (Biggest Show-Off on Earth / Knights and Daze / Whistle-Stop and Go)
9. Titre français inconnu (Genial Genie / The Gangsters All Here / Duck the Music)
10. Titre français inconnu (Cub Scout Boo Boo / Having a Bowl / School Fool)
11. Titre français inconnu (Home Sweet Jellystone / Diaper Desperado / Oh Duckter)
12. Titre français inconnu (Love-Bugged Bear / Arrow Error / It's a Duck's Life)
13. Titre français inconnu (Bearface Disguise / Twice Shy / Happy Birthdaze)
14. Titre français inconnu (Slap Happy Birthday / Cloak and Stagger / Horse Collared)
15. Titre français inconnu (A Bear Living / Remember Your Lions / Ha-Choo to You!)
16. Titre français inconnu (Disguise and Gals / Remember the Daze / Foxy Proxy)

#### Deuxième saison (1961-1962)
Note : Le premier titre correspond au segment Yogi, le deuxième Alcibiade et le troisième Yakky Doodle, sauf pour le dernier épisode en trois parties.# Titre français inconnu (Touch and Go-Go-Go / Express Trained Lion / Count to Tenant)
1. Titre français inconnu (Acrobatty Yogi / Jangled Jungle / Shrunken Headache)
2. Titre français inconnu (Ring-a-Ding Picnic Basket / Lion Tracks / The Most Ghost)
3. Titre français inconnu (Iron Hand Jones / Fight Fright / Stamp Scamp)
4. Titre français inconnu (Yogi's Pest Guest / Lions Share Sheriff / All's Well That Eats Well)
5. Titre français inconnu (Missile Bound Yogi / Cagey Lion / Foxy Friends)
6. Titre français inconnu (Loco Locomotive / Charge That Lion / Mad Mix Up)
7. Titre français inconnu (Missile-Bound Bear / Be My Ghost / Beach Brawl)
8. Titre français inconnu (A Wooin' Bruin / Spring Hits a Snag / Duck Seasoning)
9. Titre français inconnu (Yogi in the City / Legal Eagle Lion / Hasty Tasty)
10. Titre français inconnu (Queen Bee for a Day / Don't Know It Poet / Nobody Home Duck)
11. Titre français inconnu (Batty Bear / Tail Wag Snag / Dog Pounded)
12. Titre français inconnu (Droop-a-Long Yogi / Rent and Rave / Witch Duck-ter)
13. Titre français inconnu (Threadbare Bear / Footlight Fright / Full Course Meal)
14. Titre français inconnu (Ice Box Raider / One Two Many / Baddie Buddies)
15. Titre français inconnu (Bear Foot Soldiers / Royal Rodent / Judo Ex-Expert)
16. Titre français inconnu (Yogi's Birthday Party: Parts 1, 2, and 3)